# Ачапой
Ачапой, Ашапой — река в России, протекает в Кудымкарском и Юсьвинском районах Пермского края. Устье реки находится в 15 км по правому берегу реки Пой. Длина реки — 20 км. Населённых пунктов вдоль реки нет, в зимнее время вдоль реки проходит зимник.

## Данные водного реестра
По данным государственного водного реестра России относится к Камскому бассейновому округу, водохозяйственный участок реки — Кама от города Березники до Камского гидроузла, без реки Косьва (от истока до Широковского гидроузла), Чусовая и Сылва, речной подбассейн реки — бассейны притоков Камы до впадения Белой. Речной бассейн реки — Кама.
По данным геоинформационной системы водохозяйственного районирования территории РФ, подготовленной Федеральным агентством водных ресурсов:
- Код водного объекта в государственном водном реестре — 10010100912111100008311
- Код по гидрологической изученности (ГИ) — 111100831
- Код бассейна — 10.01.01.009
- Номер тома по ГИ — 11
- Выпуск по ГИ — 1